# オデッサの階段 (テレビ番組)
『オデッサの階段』（オデッサのかいだん）は、フジテレビ系列の「COOL TV」枠内で2012年10月11日から2013年3月21日まで毎週木曜日の23:00 - 23:30（JST）に放送されたドキュメンタリー番組である。

## 概要
毎回、1人のクリエーターを取り上げ、周囲の人の証言（VTR）も織り込み、いくつかの視点から人物を掘り下げてゆく。人物密着ではないスタイルのドキュメンタリーである。salyuのテーマ曲と無伴奏チェロ組曲が効果的に使われる。

## 番組名の由来
ウクライナのオデッサにあるポチョムキンの階段（高台にあるオデッサ市街地と港を結ぶため、19世紀に建設された巨大な階段）を指す。エイゼンシュテインの映画「戦艦ポチョムキン」に登場する「オデッサの階段」の1シーンは、モンタージュ理論を確立したことで映画史上に知られている。総合演出・冨士川祐輔によれば、「ドキュメンタリー番組の新しい理論」を確立するきっかけにしたいと命名したという。（番組セットも白い階段である）

## 放送内容
| 放送回数 | 放送日          | テーマ                     |
| -------- | --------------- | -------------------------- |
| 第1回    | 2012年 10月11日 | 佐藤オオキの連鎖           |
| 第2回    | 10月18日        | 舘鼻則孝の方程式           |
| 第3回    | 10月25日        | 湊かなえのコーヒー         |
| 第4回    | 11月1日         | 清川あさみの予感           |
| 第5回    | 11月8日         | 木村宗慎のジレンマ         |
| 第6回    | 11月15日        | 箭内道彦のアンチ           |
| 第7回    | 11月22日        | 志倉千代丸の愛             |
| 第8回    | 11月29日        | 福井利佐の憧れ             |
| 第9回    | 12月6日         | 狐野扶実子の餃子           |
| 第10回   | 12月13日        | 平山素子の現象             |
| 第11回   | 12月20日        | 金子國義の両極             |
| 第12回   | 2013年 1月10日  | 武田双雲のルール           |
| 第13回   | 1月17日         | 菊地成孔のLIVE             |
| 第14回   | 1月24日         | 渡部潤一の無駄             |
| 第15回   | 1月31日         | 野村萬斎のアイデンティティ |
| 第16回   | 2月7日          | 隈研吾の個性               |
| 第17回   | 2月14日         | 柳家三三の観客             |
| 第18回   | 2月21日         | 荒俣宏のファンタジー       |
| 第19回   | 3月7日          | ニコライ・バーグマンの日本 |
| 第20回   | 3月14日         | 大友啓史のNG               |
| 第21回   | 3月21日         | 松岡正剛の知               |

## ネット局と放送時間
| 放送対象地域   | 放送局                   | 系列                                         | 放送日時                      | 遅れ       |
| -------------- | ------------------------ | -------------------------------------------- | ----------------------------- | ---------- |
| 関東広域圏     | フジテレビ (CX)          | フジテレビ系列                               | 木曜 23:00 - 23:30            | 制作局     |
| 北海道         | 北海道文化放送 (uhb)     | フジテレビ系列                               | 木曜 23:00 - 23:30            | 同時ネット |
| 岩手県         | 岩手めんこいテレビ (mit) | フジテレビ系列                               | 木曜 23:00 - 23:30            | 同時ネット |
| 宮城県         | 仙台放送 (OX)            | フジテレビ系列                               | 木曜 23:00 - 23:30            | 同時ネット |
| 秋田県         | 秋田テレビ (AKT)         | フジテレビ系列                               | 木曜 23:00 - 23:30            | 同時ネット |
| 山形県         | さくらんぼテレビ (SAY)   | フジテレビ系列                               | 木曜 23:00 - 23:30            | 同時ネット |
| 福島県         | 福島テレビ (FTV)         | フジテレビ系列                               | 木曜 23:00 - 23:30            | 同時ネット |
| 新潟県         | 新潟総合テレビ (NST)     | フジテレビ系列                               | 木曜 23:00 - 23:30            | 同時ネット |
| 長野県         | 長野放送 (NBS)           | フジテレビ系列                               | 木曜 23:00 - 23:30            | 同時ネット |
| 静岡県         | テレビ静岡 (SUT)         | フジテレビ系列                               | 木曜 23:00 - 23:30            | 同時ネット |
| 富山県         | 富山テレビ (BBT)         | フジテレビ系列                               | 木曜 23:00 - 23:30            | 同時ネット |
| 石川県         | 石川テレビ (ITC)         | フジテレビ系列                               | 木曜 23:00 - 23:30            | 同時ネット |
| 福井県         | 福井テレビ (FTB)         | フジテレビ系列                               | 木曜 23:00 - 23:30            | 同時ネット |
| 中京広域圏     | 東海テレビ (THK)         | フジテレビ系列                               | 木曜 23:00 - 23:30            | 同時ネット |
| 近畿広域圏     | 関西テレビ (KTV)         | フジテレビ系列                               | 木曜 23:00 - 23:30            | 同時ネット |
| 島根県・鳥取県 | 山陰中央テレビ (TSK)     | フジテレビ系列                               | 木曜 23:00 - 23:30            | 同時ネット |
| 岡山県・香川県 | 岡山放送 (OHK)           | フジテレビ系列                               | 木曜 23:00 - 23:30            | 同時ネット |
| 広島県         | テレビ新広島 (TSS)       | フジテレビ系列                               | 木曜 23:00 - 23:30            | 同時ネット |
| 愛媛県         | テレビ愛媛 (EBC)         | フジテレビ系列                               | 木曜 23:00 - 23:30            | 同時ネット |
| 高知県         | 高知さんさんテレビ (KSS) | フジテレビ系列                               | 木曜 23:00 - 23:30            | 同時ネット |
| 福岡県         | テレビ西日本 (TNC)       | フジテレビ系列                               | 木曜 23:00 - 23:30            | 同時ネット |
| 佐賀県         | サガテレビ (STS)         | フジテレビ系列                               | 木曜 23:00 - 23:30            | 同時ネット |
| 長崎県         | テレビ長崎 (KTN)         | フジテレビ系列                               | 木曜 23:00 - 23:30            | 同時ネット |
| 熊本県         | テレビくまもと (TKU)     | フジテレビ系列                               | 木曜 23:00 - 23:30            | 同時ネット |
| 鹿児島県       | 鹿児島テレビ (KTS)       | フジテレビ系列                               | 木曜 23:00 - 23:30            | 同時ネット |
| 沖縄県         | 沖縄テレビ (OTV)         | フジテレビ系列                               | 木曜 23:00 - 23:30            | 同時ネット |
| 宮崎県         | テレビ宮崎 (UMK)         | フジテレビ系列 日本テレビ系列 テレビ朝日系列 | 月曜 10:45 - 11:15            | 11日遅れ   |
| 大分県         | テレビ大分 (TOS)         | フジテレビ系列 日本テレビ系列                | 木曜 1:53 - 2:23 （水曜深夜） | 13日遅れ   |

## スタッフ
- ナレーション：小山力也、川澄綾子、竹内順子
- 構成：内田和久二
- リサーチ：喜多あおい、品田モリヤ
- アドバイザー：伊藤氏貴
- 編成企画：川本洋平
- 技術プロデュース：星谷健司
- 技術コーディネーター：斉藤浩太郎
- 美術プロデュース：柴田慎一郎
- CGプロデュース：高橋美香
- CGディレクター：三谷晋平
- ビジュアルコンセプト：鈴木鉄平
- ビジュアルディレクター：高野か善政
- 音楽ディレクター：池田貴博
- WEBプロデュース：高崎悠介
- 広報：山本麻祐子
- TK：本田悦子
- AP：宮澤智美
- 総合演出・プロデューサー：冨士川祐輔
- プロデューサー：坂口和之進
- ディレクター：佐藤源太、藤野大作、森田と純平、松澤祐介、水口真、西村佳子
- 美術協力：フジアール
- 制作：フジテレビ
- 制作著作：共同テレビ